# Étimboué
Étimboué é um departamento da província de Ogooué-Maritime, no Gabão.

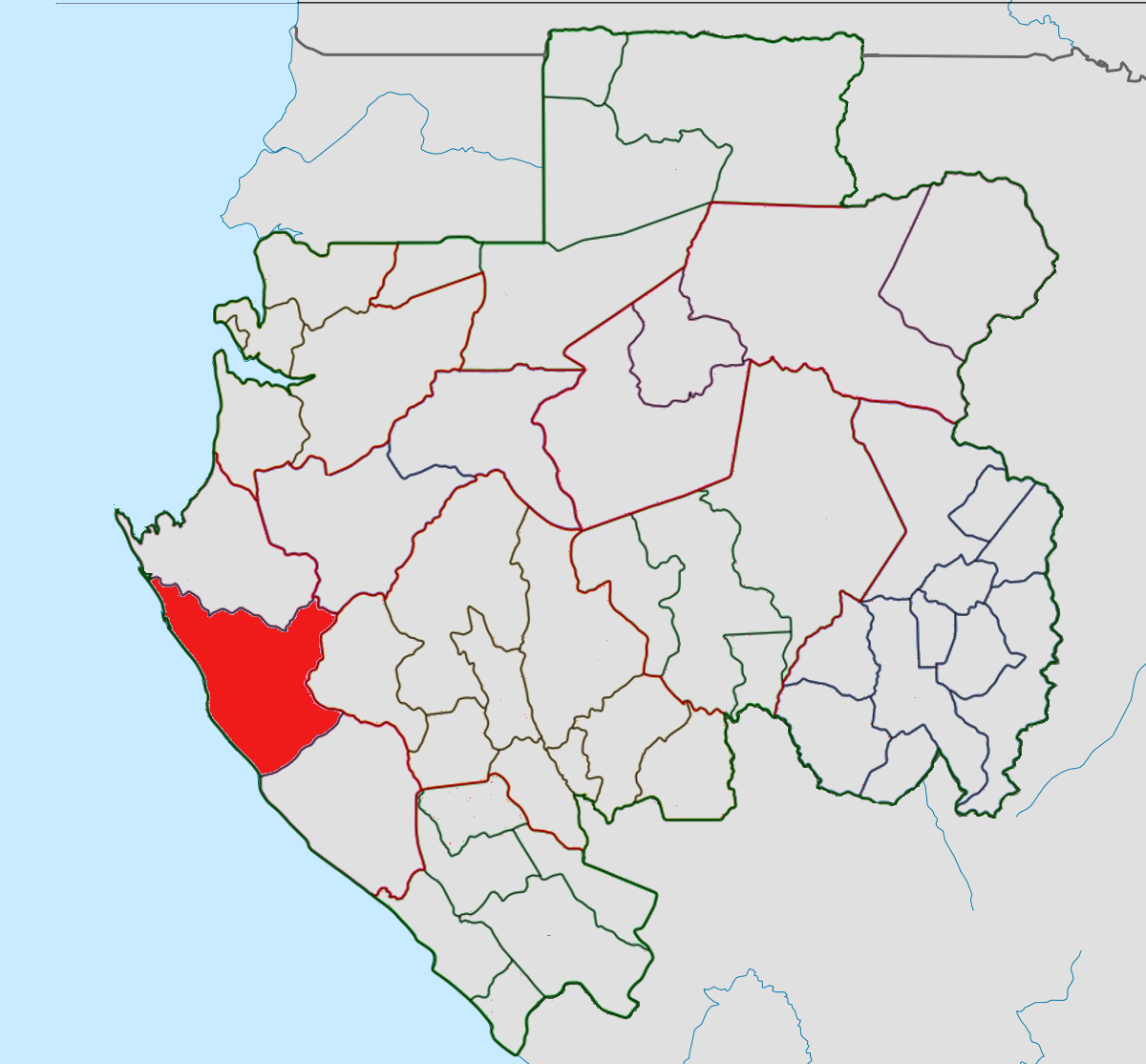
Etimboué está destacado neste mapa do gabão